# Liga de Campeones Árabe 1992
La Liga de Campeones Árabe 1992 es la octava edición de este torneo de fútbol a nivel de clubes árabes organizado por la UAFA y que contó con la participación de 8 equipos procedentes de África del Norte y Medio Oriente, 7 menos que en la edición anterior.
El Al-Shabab de Arabia Saudita venció al Al-Arabi SC de Catar en la final disputada en Doha, Catar para proclamarse campeón del torneo por primera vez.

## Fase final

### Grupo A
El WA Tlemcen de Argelia abandonó el torneo, por lo que el Esperance fue trasladado al Grupo A.
| Fecha    | Local       | Resultado | Visita        |
| -------- | ----------- | --------- | ------------- |
| 8- 2-93  | Al-Arabi SC | 0-0       | Al Shabab     |
| 8- 2-93  | Espérance   | 7-0       | Hilal Al-Quds |
| 10- 2-93 | Al Shabab   | 3-0       | Hilal Al-Quds |
| 10- 2-93 | Al-Arabi SC | 1-1       | Espérance     |
| 13- 2-93 | Al Shabab   | 3-2       | Espérance     |
| 13- 2-93 | Al-Arabi SC | 4-0       | Hilal Al-Quds |

| Club          | G | E | P | GF | GC | Pts. |
| ------------- | - | - | - | -- | -- | ---- |
| Al Shabab     | 2 | 1 | 0 | 6  | 2  | 5    |
| Al Arabi SC   | 1 | 2 | 0 | 5  | 1  | 4    |
| Espérance ST  | 1 | 1 | 1 | 10 | 4  | 3    |
| Hilal Al-Quds | 0 | 0 | 3 | 0  | 14 | 0    |

### Grupo B
| Fecha    | Local      | Resultado | Visita     |
| -------- | ---------- | --------- | ---------- |
| 9- 2-93  | Al-Faisaly | 7-2       | Al-Shabab  |
| 11- 2-93 | Ismaily SC | 3-1       | Al-Shabab  |
| 14- 2-93 | Ismaily SC | 1-0       | Al-Faisaly |

| Club       | G | E | P | GF | GC | Pts. |
| ---------- | - | - | - | -- | -- | ---- |
| Ismaily SC | 2 | 0 | 0 | 4  | 1  | 4    |
| Al-Faisaly | 1 | 0 | 1 | 7  | 3  | 2    |
| Al-Shabab  | 0 | 0 | 2 | 3  | 10 | 0    |

## Semifinales
| 16 de febrero de 1992 | Al Shabab                     | 2-0 | Al-Faisaly | Khalifa International Stadium, Doha |  |
|                       | Al-Owairan 19' · Al-Anazi 67' |     |            |                                     |  |

| 16 de febrero de 1992 | Ismaily SC | 0-1 | Al-Arabi    | Khalifa International Stadium, Doha |  |
|                       |            |     | Addison 36' |                                     |  |

## Final
| 18 de febrero de 1992 | Al Shabab                          | 2-0 (t. s.) | Al-Arabi | Khalifa International Stadium, Doha |  |
|                       | Al-Kaltham 100' · Al-Mehallel 112' |             |          |                                     |  |

## Campeón
| Liga de Campeones Árabe 1992 |
| ---------------------------- |
| Bandera de Arabia Saudita    |
| Al Shabab 1.er título        |